# Veronika
Veronika je ženské křestní jméno. Podle českého kalendáře má svátek 7. února.
Původ má v řeckém jménu Bereniké (Phereniké) s významem „přinášející vítězství“, podle méně pravděpodobného výkladu pochází z řecko-latinského výrazu veraiconica, což znamená „pravý obraz“.
Patronkou je sv. Veronika (Berenika), učednice Páně, která má podle církevního kalendáře svátek také 7. února.

## Domácké podoby
Verunka, Veruna, Veru, Vera, Verča, Veronička, Veruš, Veruška, Verka, Verona, Nika, Rona, Veri

## Statistické údaje
Následující tabulka uvádí četnost jména v ČR a pořadí mezi ženskými jmény u roků, pro které jsou dostupné údaje MV ČR. Patrný je výrazně vzestupný trend v užívání tohoto jména.
| Rok  | Četnost | Pořadí |
| 1999 | 65 222  | 23.    |
| 2002 | 67 713  | 22.    |
| 2007 | 77 960  | 18.    |

V lednu 2006 se podle údajů ČSÚ jednalo o 9. nejčastější ženské jméno mezi novorozenci.

## Známé nositelky jména

### Svaté a blahoslavené
- Svatá Veronika
- sv. Veronika z Binaska
- sv. Veronika Barone
- sv. Veronika Giuliani

### Ostatní
- Veronika Arichteva – česká herečka
- Veronika Bromová – česká výtvarnice
- Veronika Freimanová – česká herečka
- Veronika Gajerová – česká herečka
- Veronika Jandová - česká cyklistka
- Veronika Jeníková – česká herečka
- Veronika Kánská – česká herečka a knihovnice
- Veronika Khek Kubařová – česká herečka
- Veronika Lazorčáková – česká herečka
- Veronika Vařeková – česká modelka
- Veronika Vítková – česká biatlonistka
- Veronika Zemanová – česká pornoherečka
- Veronika Žilková – česká herečka

### Zahraniční nositelky
- Veronica Campbellová-Brownová – jamajská atletka
- Veronica Cartwrightová – anglická herečka
- Veronika Erjavecová – slovinská tenistka
- Veronica Franco – italská básnířka a kurtizána
- Veronica Guerinová – irská novinářka
- Veronika Kuděrmetovová – ruská tenistka
- Veronica Rothová – americká spisovatelka
- Veronika Velez Zuzulová – slovenská alpská lyžařka
- Veronika Wallingerová – rakouská lyžařka

### Přezdívky a krycí jména
- Weronika bylo krycí jméno Zofie Kossak-Szczucké

### Jiný význam
- Veronica officinalis – vědecký název rozrazilu lékařského
- Veronika (film) – český film režiséra Otakara Vávry z roku 1985